# Cimetière anglo-saxon de Street House
Le cimetière anglo-saxon de Street House est un lieu de sépulture en usage dans la deuxième moitié du VIIe siècle, au début de la période anglo-saxonne de l'histoire de l'Angleterre. Il est situé dans la ferme de Street House, près de la ville de Loftus, dans le Yorkshire du Nord.
Les fouilles menées entre 2005 et 2007 ont permis de découvrir une centaine de tombes et les traces de plusieurs bâtiments. La tombe la plus remarquable était celle d'une femme, visiblement de haut rang, couchée sur un lit et inhumée sous un tertre. Le cimetière ne semble avoir été en usage que pendant une courte période de temps avant d'être abandonné. Les objets découverts lors des fouilles, parmi lesquels les bijoux de la « princesse saxonne », sont exposés au musée de Kirkleatham depuis 2011.

## Contexte
La ferme de Street House, qui occupe le sommet de la colline d'Upton Hill, au nord-est de la ville de Loftus, fait l'objet de fouilles archéologiques dès la fin des années 1970. Trois campagnes menées entre 1979 et 1981 ont mis au jour un cairn long avec une structure mortuaire du début du Néolithique (vers 3300 av. J.-C.), surplombés par un tertre rond édifié au début de l'âge du bronze. En 1984, l'archéologue Blaise Vyner découvre les restes d'une structure mystérieuse qu'il baptise Street House Wossit, soit « le kézako de Street House ». Il s'agit d'un cercle brisé d'environ 8 mètres de diamètre, composé de 56 poteaux de bois, datant de 2200 av. J.-C. Le centre de la structure est occupé par deux poteaux en forme de D entourés d'un cercle de pierres. Après une brève période d'utilisation, elle est démantelée par ses utilisateurs, qui mettent le feu aux poteaux. Son but exact est inconnu, mais elle jouait probablement un rôle religieux ou cultuel,.

## Les fouilles
Un participant des fouilles de 1979-1981, l'archéologue Steve Sherlock, décida de revenir sur le site lorsque des photographies aériennes révélèrent la présence d'une enceinte de l'âge du fer à proximité des monuments de l'âge du bronze. Les premières excavations se déroulèrent sur une période de dix jours en septembre 2004. Au début, les chercheurs estimaient que le site appartenait exclusivement à la période de l'âge du fer, ou peut-être à la période romaine. Des fouilles plus approfondies furent menées en juillet 2005 à la suite de la découverte par prospection géophysique d'une grande maison ronde de l'âge du fer au centre de l'enceinte. Cette deuxième campagne permit de découvrir trois maisons rondes, plusieurs fossés de l'âge du fer et, à la grande surprise des chercheurs, une série de tombes de la période anglo-saxonne,. Trente tombes furent découvertes lors de ces fouilles, contenant plusieurs objets datant de la deuxième moitié du VIIe siècle, mais aucun squelette, l'acidité du sol ayant détruit toute trace organique.
Les archéologues revinrent à Street House en 2006 pour chercher le village associé au cimetière dont ils supposaient l'existence. Ils considéraient alors avoir affaire à un site similaire à celui de Garton Green Lane Crossing, dans les Wolds du Yorkshire, avec des tombes du VIIe siècle à proximité de monuments préhistoriques. Lorsque les nouvelles excavations aboutirent à la découverte de douze tombes supplémentaires, les chercheurs comprirent qu'ils avaient affaire à un cimetière beaucoup plus vaste qu'ils ne l'imaginaient de prime abord, ce qui les poussa à entreprendre un examen du site entier l'année suivante. À la fin de la campagne de 2007, 109 tombes en tout avaient été découvertes. Elles sont organisées de manière inhabituelle, en forme de carré autour d'un tertre central, avec une sépulture-lit et un bâtiment qui servait probablement de chapelle mortuaire.
Les excavations se poursuivirent en 2010 et 2011 autour du cairn néolithique et du tertre de l'âge du bronze, ainsi que dans deux zones à l'intérieur de l'enceinte de l'âge du fer. Une campagne en 2012 mit au jour les ruines d'une villa romaine datant de 370 ap. J.-C. ayant peut-être servi de domicile à un chef romano-breton d'importance. Située à seulement 100 mètres au sud des tombes anglo-saxonnes, la villa constituait vraisemblablement le cœur d'un domaine agricole.

## Les tombes
Le cimetière s'étend sur un carré de 36 x 34 mètres de côté, avec des tombes alignées suivant un axe est-ouest. Ce plan ne se retrouve dans aucun autre cimetière anglo-saxon connu. Il est entièrement circonscrit par l'enceinte de l'âge du fer, qui date de 200 av. J.-C. Son installation dans cette enceinte, encore clairement visible à l'époque anglo-saxonne, visait peut-être à créer un lien délibéré avec le passé. Son entrée semble coïncider avec celle de l'enceinte originelle, ce qui suggère que le lien était effectivement voulu par ses créateurs.
La plupart des tombes sont situées de manière très organisée, avec des rangées doubles du côté nord et sud. Chaque tombe est séparée de ses voisines par un intervalle de 2,5 mètres à l'ouest et à l'est et de 2 mètres au nord et au sud, et aucune des tombes n'en croise une autre. Elles forment un motif carré qui s'interrompt du côté sud pour former l'entrée principale et du côté est pour former une entrée secondaire ou une sortie. La précision de ce plan suggère que le cimetière a été entièrement planifié.
Environ 22 % des tombes ne s'inscrivent pas dans le plan en carré global. Certaines pourraient être des tombes romano-bretonnes plus anciennes, mais la plupart datent de l'époque anglo-saxonne et pourraient correspondre à une population distincte. Parmi ces tombes, la plus remarquable est celle de la « princesse saxonne » située près du centre. La qualité des objets qui ont été retrouvés dans sa tombe a attiré l'attention des chercheurs et du public, mais il est possible qu'elle n'ait pas été la plus importante du cimetière, car un deuxième tertre, encore plus grand et entouré d'un fossé circulaire, se trouvait un peu plus loin. Il s'agissait peut-être d'un mausolée ou d'un mémorial, dans la mesure où aucune trace de sépulture n'y a été retrouvée, mais il est certain qu'il commémorait un individu important. La tombe de la « princesse saxonne » fait partie d'une série de tombes arrangées en arc de cercle autour du grand tertre dans le quart nord-est du cimetière, ce qui pourrait refléter son importance.
Bien que l'alignement des tombes suivant l'axe est-ouest suggère que les défunts étaient chrétiens, d'autres éléments viennent contredire cette hypothèse. Elles sont de forme rectangulaire, avec des coins arrondis et une base plate, et de taille assez uniforme : environ de 2 mètres de long sur 80 centimètres de large et 60 centimètres de profondeur dans leur configuration d'origine. Les défunts ne sont pas placés dans des cercueils. Ils sont inhumés dans leurs habits et entourés d'objets qui leur appartenaient ou qui ont été placés dans leur tombe en témoignage. Bien qu'aucun corps ne subsiste, la taille des tombes suggère qu'elles étaient en majorité prévues pour des femmes étendues de tout leur long. Celles qui ne sont pas suffisamment longues pour y étendre un adulte étaient peut-être prévues pour accueillir des corps recroquevillés sur eux-mêmes. Ces deux méthodes d'inhumation reflètent peut-être une différence d'affiliation ethnique, politique ou religieuse.

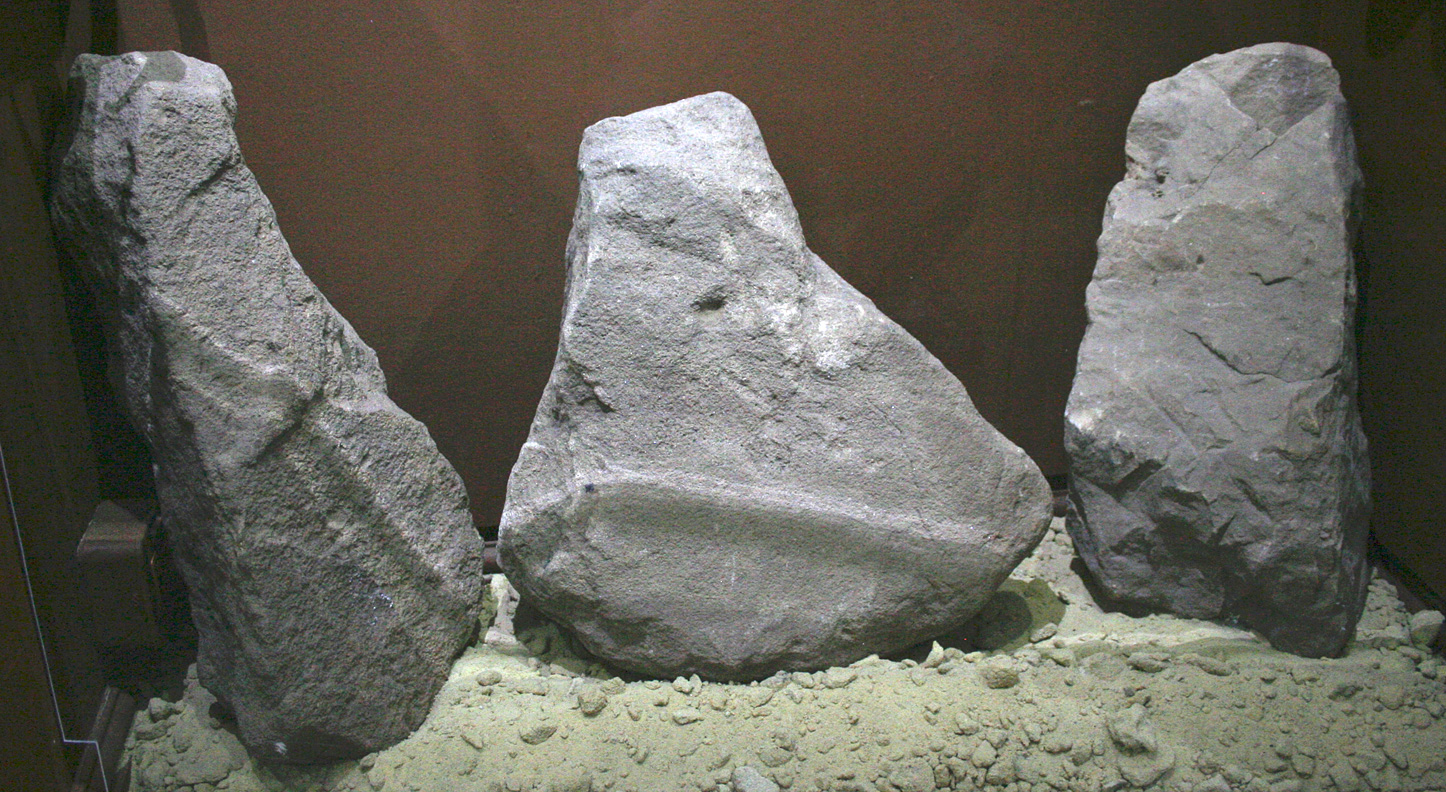
Des pierres triangulaires ayant servi de marqueurs de tombe.

Certaines tombes sont délimitées à une extrémité par des pierres triangulaires. Elles ne portent aucune inscription ou gravure, contrairement à celles qu'on peut trouver dans les cimetières chrétiens, mais elles ressemblent aux marqueurs retrouvés dans des cimetières païens. Certaines tombes sont interrompues par des trous laissés par des pieux qui servaient peut-être de marqueurs ou de supports pour des structures en bois surplombant ces tombes. De tels arrangements sont rares dans le Nord de l'Angleterre, mais des exemples comparables ont été découverts dans le Kent.
Le cimetière abritait également plusieurs bâtiments. Du côté est se dressait une grande structure rectangulaire, identifiée grâce aux trous laissés par les poteaux de bois qui constituaient son armature. Il pourrait s'agir d'une chapelle ou d'un sanctuaire. Une grubenhaus plus petite, située non loin, dans la zone centrale du cimetière, servait probablement de chapelle mortuaire. Une maison ronde de l'âge du fer se dressait également dans le quart nord-ouest, mais elle avait déjà disparu lorsque le cimetière était en usage. Tous ces bâtiments se dressaient au sommet d'une crête, ce qui les aurait rendu particulièrement visibles pour les voyageurs arrivant du sud
Le cimetière semble avoir été planifié d'un seul coup et n'avoir servi que durant une brève période par la suite. Lors des enterrements, le cortège funèbre devait entrer par le côté sud et se rassembler dans la zone sud-ouest, dépourvue de tombes, avant de se rendre à la chapelle / sanctuaire pour y accomplir les rites funéraires. Après l'inhumation, ils quittaient peut-être le cimetière par le côte est. Il est également possible que chaque entrée ait été utilisée par des groupes différents, ce qui reflèterait la distinction entre les tombes qui suivent le plan carré d'ensemble et celles qui s'en distinguent.

## Les artéfacts
64 tombes individuelles (soit 59 %) contenaient des artéfacts. Certains types d'artéfacts contribuent à identifier le sexe du défunt : les hommes sont souvent enterrés avec des armes ou des outils (15 tombes contiennent des objets de ce type à Street House), tandis que les femmes sont souvent enterrées avec des bijoux, des ciseaux ou des châtelaines (19 tombes de Street House contiennent ce type d'objets). Les tombes de femmes sont plus fréquentes au nord et à l'ouest du cimetière, tandis que les tombes d'hommes sont concentrées au sud et à l'est. Les tombes doubles pourraient être celles de couples, à l'image de ce qu'on peut observer dans d'autres cimetières de la période anglo-saxonne.
Des objets en fer ont été retrouvés dans 25 tombes. Une seule arme a été découverte dans le cimetière : un seax (épée courte à un tranchant) dans la tombe 29. Il est très rare de découvrir des armes dans des tombes, car ces objets coûteux avaient plutôt tendance à être transmis de père en fils. La lame du seax mesure 55 cm de long. Elle est brisée en quatre morceaux. Une partie du pommeau et de la garde subsistent également. Un motif tamponné décore le côté supérieur de la lame. Des couteaux utilitaires plus petits ont été retrouvés dans 19 tombes, ainsi que d'autres objets en fer, comme des boucles de ceinture ou des jeux de clefs. La tombe 81 comprenait deux couteaux, chacun posé sur une pierre à aiguiser.
De nombreux bijoux ont été découverts, à commencer par 100 perles réparties dans 16 tombes, dont seulement deux en comptaient plus de 10. Elles témoignent de l'évolution de la mode : au VIe siècle, les femmes pouvaient porter des colliers de perles nombreuses (jusqu'à 100) et peu décorées, mais celles du milieu du VIIe siècle favorisaient plutôt des perles moins nombreuses, mais de meilleures qualité, enfilées sur un fil ou portées dans un sac. La tombe 21 a livré un collier composé de huit perles et deux pièces d'or de l'âge du fer, frappées par le peuple breton des Corieltauvi entre 15 et 45 ap. J.-C., avant la conquête romaine de la Grande-Bretagne. Des trous avaient été pratiqués dans ces pièces vieilles de 600 ans afin d'en faire des bijoux. Elles sont dans un très bon état de conservation, ce qui implique qu'elles n'ont que peu ou pas servi comme moyen de paiement. Il est possible qu'elles aient été enterrées dans un trésor peu après leur frappe, avant d'être redécouvertes à l'époque anglo-saxonne. La présence de pièces de l'époque romaine dans un cimetière anglo-saxon est un cas unique. Leur valeur était probablement due à la présence d'un motif en croix sur l'une des faces.
Un pendentif en or travaillé a été découvert dans la tombe 10 avec trois perles. Les quatre objets faisaient apparemment partie du même collier, mais la chaîne ou le fil n'a pas subsisté. Malgré sa petite taillé (27 millimètres de diamètre), le pendentif est finement ouvragé, avec un filigrane en or représentant un motif en forme de 8. Son travail est typique des bijoux réalisés après 650, et des exemples similaires ont été retrouvés ailleurs dans le Yorkshire. La tombe 70 a livré un pendentif en or de 44 mm de diamètre lors des fouilles de 2007. Comme la broche, il est décoré de motifs en filigranes, mais il comprend également quatre trous destinés à recevoir des gemmes rouges, dont seulement deux subsistent. Plusieurs perles ont été retrouvées à proximité du pendentif et devaient appartenir au même collier.

Quelques bijoux découverts au cimetière de Street House
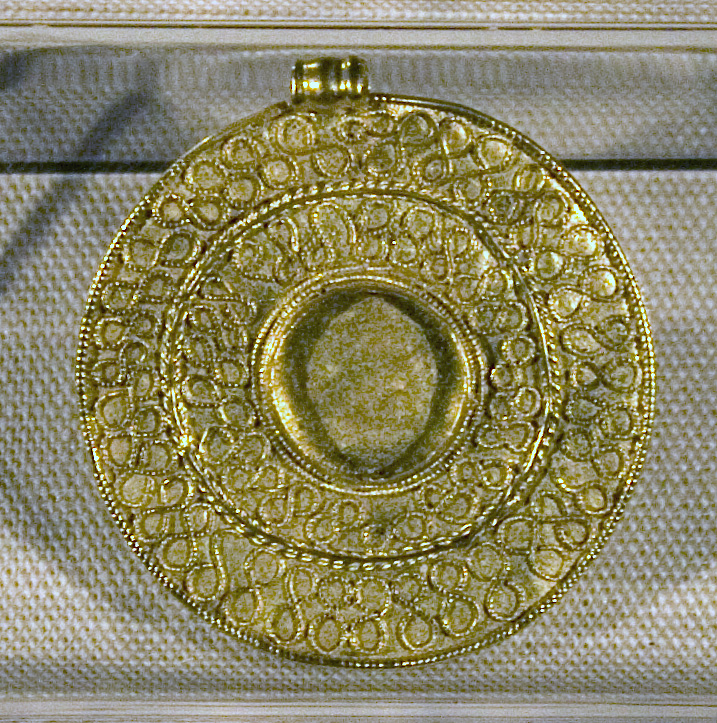
Broche en filigrane de la tombe 10.
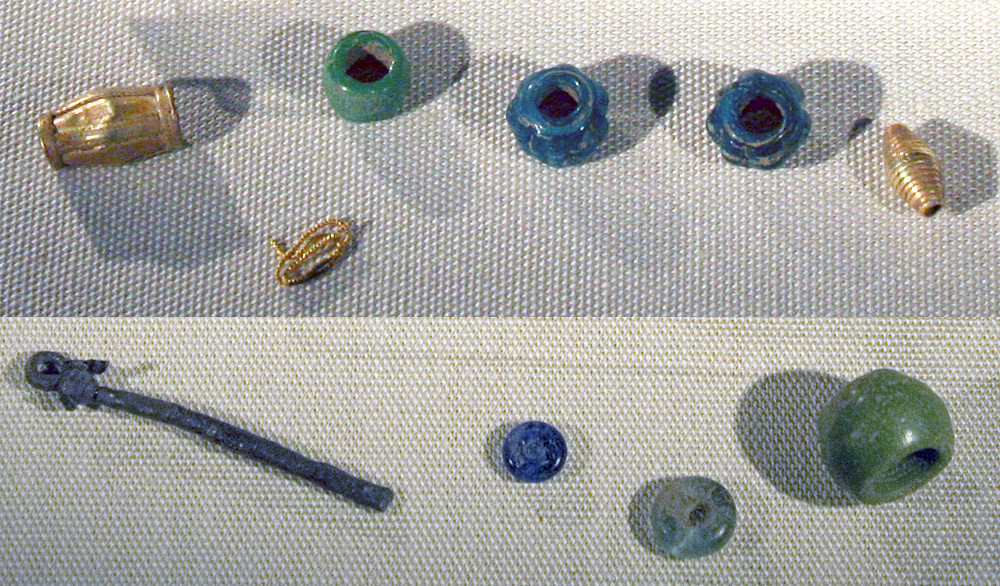
Perles des tombes 10 et 70.
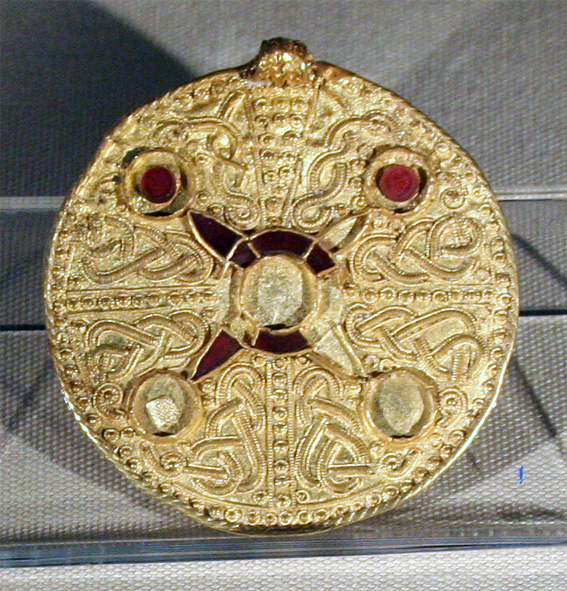
Broche ornée de pierres précieuses de la tombe 70.

## La tombe de la «princesse saxonne»

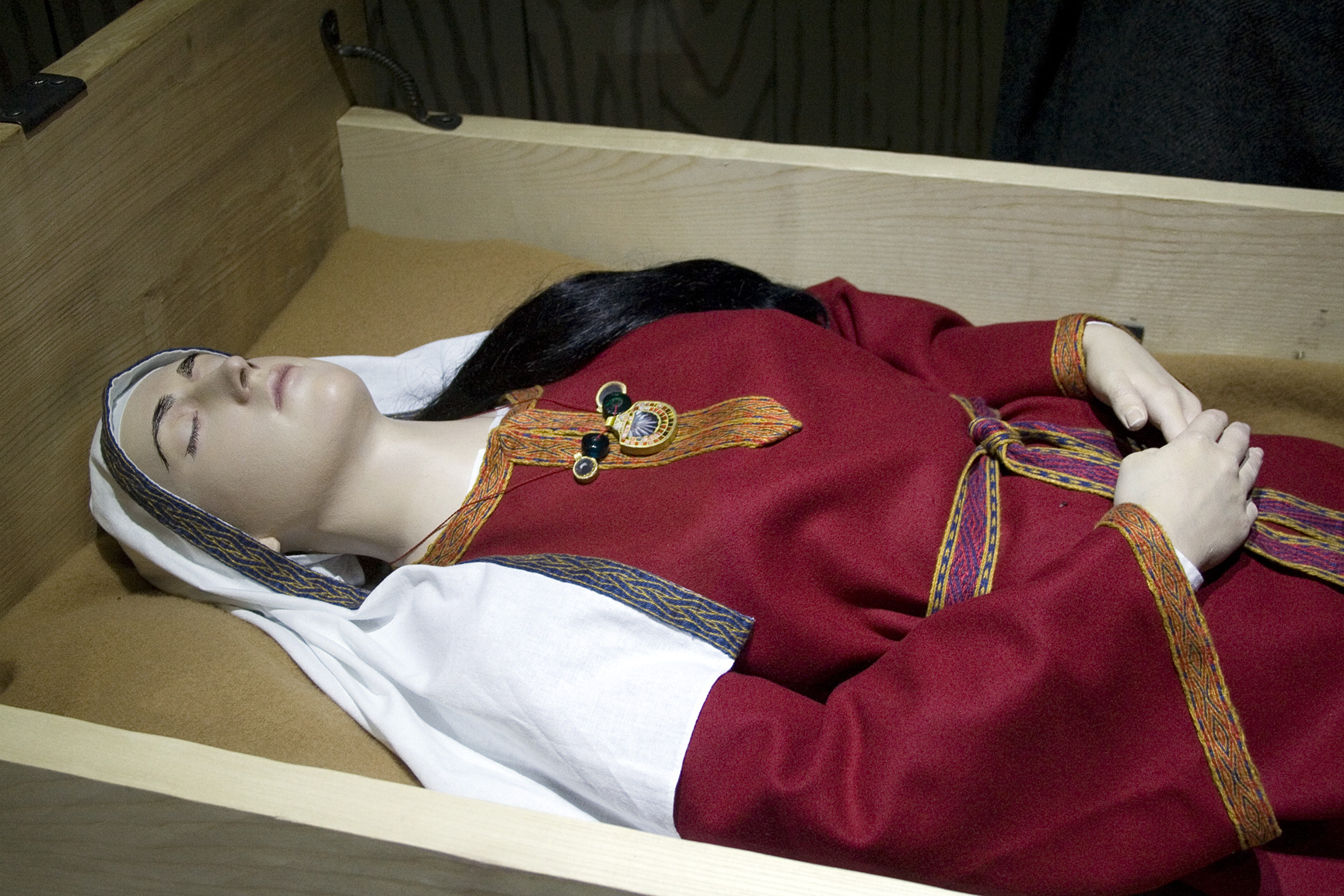
Reconstitution de la sépulture de la « princesse saxonne » au musée de Kirkleatham.

La tombe 42, située près du centre du cimetière, est celle qui a le plus attiré l'attention des chercheurs. Il s'agit d'une fosse large et profonde, dans laquelle un défunt de haut rang était inhumé sur un lit de bois aux raccords en fer. Il s'agissait très vraisemblablement d'une femme d'ascendance noble, voire royale, à en juger par la qualité et le nombre exceptionnels de bijoux retrouvés dans sa tombe. Il s'agit d'un type de sépulture très rare : on n'en connaît qu'une douzaine dans tout le Royaume-Uni, dont celui de Street House est le plus septentrional.
Le corps et le lit n'ont pas subsisté, mais les artéfacts et les 65 morceaux de fer qui faisaient partie du lit ont permis de reconstituer en détail la sépulture. Le lit, en bois de frêne, était assemblé à l'aide de plusieurs morceaux de fer : des plaques, des taquets, des agrafes, des clous, des cales et des rouleaux décoratifs. Il mesurait 1,8 mètre de long sur 80 centimètres de large. À l'origine, il était peut-être chapeauté d'une sorte de baldaquin ornemental formé d'un morceau de tissu placé sur des poteaux de bois. Des traces de tissu minéralisé, avec de l'herbe ou des roseaux, ont été retrouvées sur certains clous, témoignant de la composition du matelas. Deux morceaux de fer présentent des traces de réparation et de réutilisation, ce qui implique que le lit a été utilisé avant la sépulture et qu'il n'a pas été fabriqué à cette fin. Il pourrait donc s'agir soit du lit de la défunte, soit de celui d'une autre personne de haut rang, qui aurait été démonté, transporté jusqu'au cimetière et reconstitué et réparé sur place afin de servir à l'inhumation.
Les bijoux de la tombe 42 se composent de trois pendentifs en or, deux perles en verre, une perle en fil d'or et un fragment d'épingle à cheveux en jais. Les pendentifs et les perles étaient apparemment reliées en collier autour du cou de la défunte. Parmi les pendentifs, deux sont des cabochons sertis de joyaux, tandis que le troisième est un objet plus élaboré : un bijou en forme de coquille dans lequel sont sertis 57 grenats et une grande pierre au centre, elle aussi en forme de coquille. Les grenats reposent sur une fine couche de feuille d'or afin de refléter la lumière, ce qui accroît leur luminosité,. Ce bijou pourrait avoir été conçu en recyclant d'autres objets précieux, car les grenats ne présentent aucune unité de taille, de forme ou d'épaisseur. Il s'agit d'un artéfact d'une très grande qualité, comparable aux objets retrouvés à Sutton Hoo. On ne lui connaît aucun parallèle dans l'orfèvrerie anglo-saxonne en termes de conception, et l'orfèvre qui en est l'auteur devait être l'un des meilleurs artisans d'Angleterre en son temps. La coquille, symbole d'amour et de fertilité dans l'Antiquité classique, devint à partir du IVe siècle un symbole chrétien de la résurrection à travers le baptême et de la vie comme un voyage vers la réunion céleste avec Dieu. Elle fut progressivement associée aux pèlerinages.
Un examen par fluorescence aux rayons X a déterminé que le pendentif est dans un alliage où n'entre que 37 % d'or, le reste étant composé d'argent avec un peu de cuivre. Cet or provenait sans doute de pièces mérovingiennes fondues, dans la mesure où la monnaie franque connaît une dévaluation similaire vers cette période. La présence d'or mérovingien dans une tombe anglo-saxonne témoigne des liens commerciaux qui existaient entre les Anglo-Saxons et le continent à l'époque.
Une tombe située à proximité contenait également des bijoux, parmi lesquels un pendentif en or, une broche en argent et des perles de verre. Le défunt était peut-être un proche de la « princesse », un membre de sa famille ou une dame de compagnie enterrée auprès de sa maîtresse.

## Conservation

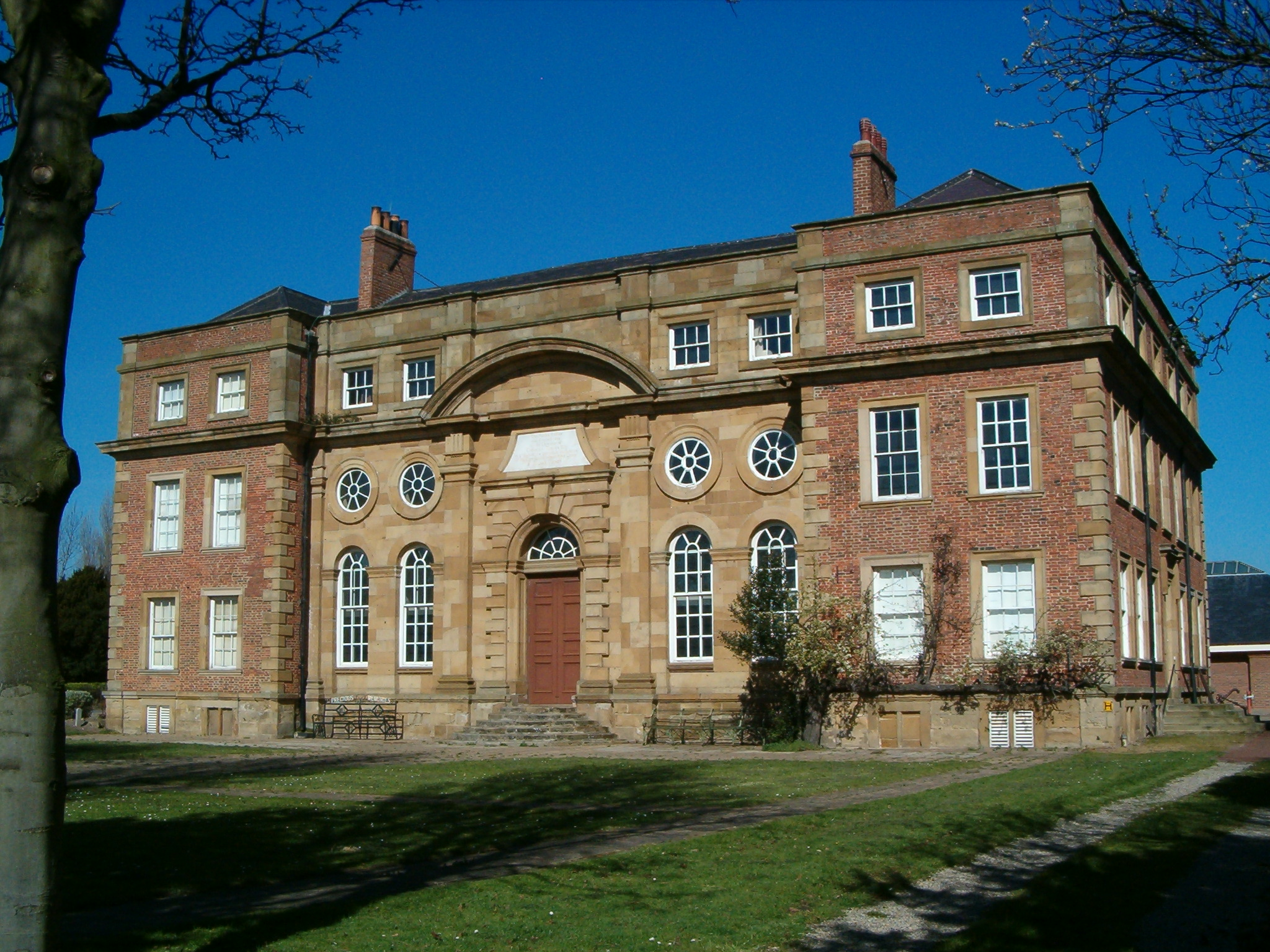
Le musée de Kirkleatham.

La découverte du cimetière fut annoncée le 20 novembre 2007, avec la présentation aux journalistes d'une partie des artéfacts au musée de Kirkleatham, près de Redcar. Le député Ashok Kumar (en) exprima son vœu de les voir conservés et exposés dans la région plutôt qu'envoyés à Londres. La ministre de la Culture Margaret Hodge confirma lors d'un débat à la Chambre des communes que le British Museum ne s'opposerait pas à leur acquisition par Kirkleatham.
Au terme de son enquête, le coroner du Teesside (en) détermina le 12 octobre 2008 que les artéfacts constituaient un trésor au sens du Treasure Act 1996. Dans ce type de cas, un comité d'experts doit déterminer la valeur marchande des objets, qui est reversée pour moitié au découvreur et pour moitié au propriétaire du terrain. Cependant, le propriétaire de Street House, souhaitant voir un musée local faire l'acquisition des artéfacts, refusa sa part des bénéfices. Le musée de Kirkleatham put financer l'achat des objets et la création d'une galerie anglo-saxonne pour les exposer grâce à un financement de 274 000 £ du Heritage Lottery Fund (en).
Après leur acquisition par le musée, en avril 2009, les artéfacts furent pris en charge par des conservateurs de l'université de Durham et du York Archaeological Trust (en). Une réplique du lit de la « princesse saxonne » fut réalisée par l'ébéniste Richard Darrah et le forgeron Hector Cole à l'aide d'outils identiques à ceux de la période anglo-saxonne. L'exposition au musée de Kirkleatham rencontra rapidement un franc succès, attirant plus de 28 000 visiteurs en quatre mois en octobre 2011.